# Massena (Iowa)
Massena es una ciudad ubicada en el condado de Cass en el estado estadounidense de Iowa. En el Censo de 2010 tenía una población de 355 habitantes y una densidad poblacional de 197,79 personas por km².

## Geografía
Massena se encuentra ubicada en las coordenadas 41°15′2″N 94°46′11″O / 41.25056, -94.76972. Según la Oficina del Censo de los Estados Unidos, Massena tiene una superficie total de 1.79 km², de la cual 1.79 km² corresponden a tierra firme y (0%) 0 km² es agua.

## Demografía
Según el censo de 2010, había 355 personas residiendo en Massena. La densidad de población era de 197,79 hab./km². De los 355 habitantes, Massena estaba compuesto por el 99.44% blancos, el 0.28% eran afroamericanos, el 0% eran amerindios, el 0% eran asiáticos, el 0% eran isleños del Pacífico, el 0.28% eran de otras razas y el 0% pertenecían a dos o más razas. Del total de la población el 2.82% eran hispanos o latinos de cualquier raza.